# فرودگاه پیترزبورگ
 فرودگاه پیترزبورگ (به انگلیسی: Peterborough Airport) یک فرودگاه همگانی باربری با کد یاتا YPQ است که یک باند فرود آسفالت دارد. این فرودگاه در کشور کانادا قرار دارد و در ارتفاع ۱۹۱ متری از سطح دریا واقع شده است.